# Apple A12X
Apple A12X Bionic là hệ thống trên chip 64 bit (SoC) được thiết kế bởi Apple Inc. Nó lần đầu tiên xuất hiện trong iPad Pro 11 inch và iPad Pro 12,9 inch thế hệ thứ ba, cả hai đều được công bố vào ngày 30 tháng 10 năm 2018. A12X là biến thể của A12 và Apple tuyên bố rằng nó có hiệu suất CPU đơn nhân nhanh hơn 35% và hiệu suất CPU đa nhân nhanh hơn 90% so với người tiền nhiệm A10X.

## Thiết kế
A12X có CPU 64-bit ARMv8-A do Apple thiết kế, với bốn nhân hiệu năng cao được gọi là Vortex và bốn nhân tiết kiệm năng lượng được gọi là Tempest. Giống như nhân Mistral, nhân Tempest dựa trên nhân Swift của Apple từ Apple A6 và có hiệu năng tương tự lõi CPU ARM Cortex-A73. Đây là SoC đầu tiên của Apple với CPU tám nhân.
A12X tích hợp bộ xử lý đồ họa (GPU) 7 nhân do Apple thiết kế với hiệu năng đồ họa gấp đôi so với A10X. Được nhúng trong A12X là bộ đồng xử lý chuyển động M12. A12X bao gồm phần cứng mạng thần kinh chuyên dụng mà Apple gọi là "Neural Engine thế hệ tiếp theo". Neural Engine này giống như trong A12  có thể thực hiện tới 5 nghìn tỷ phép tính mỗi giây.
A12X được sản xuất bởi TSMC trên tiến trình 7 nm FinFET và nó chứa 10 tỷ bóng bán dẫn  so với 6,9 tỷ trên A12. A12X được ghép nối với 4 GB RAM LPDDR4X trong iPad Pro 12,9" thế hệ 3 và iPad Pro 11" hoặc 6 GB trong tùy chọn lưu trữ 1TB.

## Các sản phẩm bao gồm Apple A12X
- iPad Pro 11 inch
- iPad Pro 12,9 inch thế hệ thứ ba